# Верхньошергольджинське сільське поселення
Ве́рхньошергольджи́нське сільське поселення (рос. Верхнешергольджинское сельское поселение) — сільське поселення у складі Красночикойського району Забайкальського краю Росії.
Адміністративний центр — село Верхній Шергольджин.

## Населення
Населення сільського поселення становить 520 осіб (2019; 621 у 2010, 741 у 2002).

## Склад
До складу сільського поселення входять:
| Населений пункт            | Населення, осіб (2002) | Населення, осіб (2010) |
| -------------------------- | ---------------------- | ---------------------- |
| Бурсомон, село             | 164                    | 165                    |
| Верхній Шергольджин, село  | 460                    | 365                    |
| Котий, село                | 88                     | 77                     |
| Середній Шергольджин, село | 29                     | 14                     |